# Monique de Beer
Monique de Beer (Tilburg, 29 mei 1975) is een Nederlands rolstoeltennisster (enkelspel en dubbelspel) en woont in Riel.
De Beer heeft meegedaan aan de Paralympische Zomerspelen 2004 te Athene waar zij samen met Bas van Erp brons won in het dubbelspel. Zij kwam in 2008 ook uit voor Nederland op de Paralympische Zomerspelen in Peking waar ze geen medailles behaalde. 
De Beer is in het dagelijks leven leerkracht.